# ウーシ島
ウーシ島（ウーシとう、ロシア語: Уши）は、日本海北西部のピョートル大帝湾のイェフゲニー諸島にある小さな無人島。行政上はウラジオストクの管轄。
島の面積は0.001 km2。最高点は6 m。島から160 m南東にルースキー島がある。
植生はほぼない。2つの岩で構成されていて地峡で接続されている。いくつかの岩礁が島の近くに位置する。
名称の由来は、形が耳（ロシア語: Уши）に似ていることから。